# Теоремы Гельмгольца
В гидромеханике теоремы Гельмгольца, названные в честь Германа фон Гельмгольца, описывают трёхмерное движение жидкости вблизи вихревых линий (векторных линий завихренности). Эти теоремы применимы к невязким течениям и течениям, где влияние вязких сил мало и им можно пренебречь.
Интенсивность вихревой трубки (циркуляция) определяется так:
{\displaystyle \Gamma =\int _{A}{\vec {\omega }}\cdot {\vec {n}}dA=\oint _{c}{\vec {u}}\cdot d{\vec {s}}} где {\displaystyle \Gamma } — циркуляция, {\displaystyle {\vec {\omega }}} — вектор завихренности, {\displaystyle {\vec {n}}} — вектор нормали к поверхности A, являющейся сечением вихревой трубки с элементом поверхности dA, {\displaystyle {\vec {u}}} — вектор скорости жидкости на замкнутом контуре C, который является границей области A. Соглашение о знаке циркуляции и вектора нормали к A использует правило правой руки. Третья теорема утверждает, что эта интенсивность одна и та же для всех сечений трубки и не зависит от времени. Это можно записать по-другому как {\displaystyle {\frac {D\Gamma }{Dt}}=0}
Три теоремы Гельмгольца таковы:
Первая теорема Гельмгольца

Интенсивность вихревой линии постоянна по её длине.

Вторая теорема Гельмгольца

Вихревая линия не может заканчиваться в жидкости; она должна доходить до границ жидкости или образовывать замкнутую кривую.

Третья теорема Гельмгольца

Элемент жидкости, который изначально является безвихревым, остается безвихревым.
Теоремы Гельмгольца применимы к невязким течениям. При наблюдении за вихрями в реальных жидкостях завихренность всегда постепенно убывает из-за диссипативного эффекта вязких сил.
Альтернативные формулировки трёх теорем следующие:
1. Интенсивность вихревой трубки не меняется со временем.
2. Элементы жидкости, лежащие на вихревой линии в какой-то момент времени, продолжают лежать на этой вихревой линии. Проще говоря, вихревые линии движутся вместе с жидкостью. Кроме того, вихревые линии и трубки должны иметь вид замкнутой кривой, простираться до бесконечности или начинаться/заканчиваться на твёрдых границах.
3. Элементы жидкости, изначально свободные от завихренности, остаются таковыми.

Теоремы Гельмгольца помогают понять:
- Создание подъемной силы на аэродинамическом профиле
- Начальный вихрь
- Подковообразный вихрь
- Вихри на концах крыльев.

Теоремы Гельмгольца в настоящее время обычно доказываются с помощью теоремы Кельвина о циркуляции. Однако теоремы Гельмгольца были опубликованы в 1858 году, за девять лет до публикации теоремы Кельвина в 1867 году.